# N133 (België)
De N133 is een gewestweg in de Belgische provincie Antwerpen. De weg verbindt de N12 in Westmalle met de Nederlandse grens bij Essen.

## Traject
De N133 loopt vanaf de N12 in Westmalle via Brecht naar het noordwesten. Na Westmalle passeert de N133 de Brechtse wijk Klein-Veerle. Hier is er een aansluiting naar de N154. In Brecht is er een kruispunt met de N115. Na Brecht volgt het afrittencomplex van de A1-E19. Verder wordt het militair domein en natuurgebied het Groot Schietveld doorkruist. Tijdens schietoefeningen wordt deze weg aan beide zijden afgesloten met een bareel. Na het centrum van Wuustwezel loopt de N133 verder door de weiden richting Essen, waar de weg kruist met de N117. Een paar honderd meter voor de grens sluit de N125 aan richting de Nederlandse grens bij Huijbergen; de N133 loopt verder door naar de grens met Nederland. De weg heeft een totale lengte van ongeveer 27 kilometer. Vanaf de grens loopt in Nederland een aansluitende, ongenummerde lokale weg richting Nispen.
Sinds de aanleg van de HSL 4 is er geen op- en afrit meer richting Antwerpen. In 2010 wordt begonnen met de aanleg van een ringweg rond Brecht en de bouw van een nieuw en volledig op- en afrittencomplex ten noorden van het station Noorderkempen.

## Plaatsen langs de N133
- Westmalle
- Brecht
- Wuustwezel
- Nieuwmoer
- Essen